# Lionello Manfredonia
Lionello Manfredonia (Roma, Provincia de Roma, Italia, 27 de noviembre de 1956) es un exfutbolista italiano. Se desempeñaba en la posición de defensa.

## Selección nacional
Fue internacional con la selección de fútbol de Italia en 4 ocasiones. Debutó el 3 de diciembre de 1977, en un encuentro ante la selección de Luxemburgo que finalizó con marcador de 3-0 a favor de los italianos.

### Participaciones en Copas del Mundo
| Mundial                        | Sede      | Resultado |
| ------------------------------ | --------- | --------- |
| Copa Mundial de Fútbol de 1978 | Argentina | Semifinal |

### Participaciones en Eurocopas
| Eurocopa                | Sede          | Resultado        |
| ----------------------- | ------------- | ---------------- |
| Eurocopa Sub-21 de 1978 | Sin sede fija | Cuartos de final |

## Clubes
| Club           | País   | Año         |
| -------------- | ------ | ----------- |
| S. S. Lazio    | Italia | 1975 - 1985 |
| Juventus F. C. | Italia | 1985 - 1987 |
| A. S. Roma     | Italia | 1987 - 1989 |

## Palmarés

### Campeonatos nacionales
| Título  | Club           | País   | Año     |
| ------- | -------------- | ------ | ------- |
| Serie A | Juventus F. C. | Italia | 1985-86 |

### Copas internacionales
| Título                | Club           | País   | Año  |
| --------------------- | -------------- | ------ | ---- |
| Copa Intercontinental | Juventus F. C. | Italia | 1985 |